# Codici aeroportuali IATA - H

## HA-HR
- HAA Aeroporto civile, Hasvik, Norvegia
- HAB Aeroporto civile, Hamilton, Stati Uniti d'America
- HAC Aeroporto civile, Hachijo Jima, Giappone
- HAD Aeroporto Air Base, Halmstad, Svezia
- HAE Aeroporto civile, Havasupai (Arizona), Stati Uniti d'America
- HAF Aeroporto civile, Half Moon Bay, Stati Uniti d'America
- HAG Aeroporto civile, L'Aia, Paesi Bassi
- HAH Aeroporto di Moroni-Principe Saïd Ibrahim, Moroni (Comore), Comore
- HAJ Aeroporto Langehangen, Hannover, Germania
- HAK Aeroporto civile, Haikou, Cina
- HAL Aeroporto civile, Halali, Namibia
- HAM Aeroporto di Amburgo-Fuhlsbüttel, Amburgo, Germania
- HAN Aeroporto Internazionale Noi Bai, Hanoi, Vietnam
- HAO Aeroporto Hamilton-Fairfield, Htamilton (Ohio), Stati Uniti d'America
- HAP Aeroporto civile, Long Island (Queensland), Australia
- HAQ Aeroporto civile, Aeroporto Internazionale di Hanimaadhoo, Maldive
- HAR Aeroporto civile, Harrisburg (Pennsylvania), Stati Uniti d'America
- HAS Aeroporto civile, Ha'il, Arabia Saudita
- HAT Aeroporto civile, Heathlands, Australia
- HAU Aeroporto Karmoy, Haugesund, Norvegia
- HAV Aeroporto Internazionale José Martí, L'Avana, Cuba
- HAW Aeroporto civile, Haverfordwest, Regno Unito
- HAX Aeroporto civile Hatbox Field, Muskogee (Oklahoma), Stati Uniti d'America
- HAY Aeroporto civile, Haycock, Stati Uniti d'America
- HAZ Aeroporto civile, Hatzfeldthaven, Papua Nuova Guinea
- HBA Aeroporto Hobart, Hobart (Tasmania), Australia
- HBB Aeroporto civile, Hobbs Industrial Airpark, Stati Uniti d'America
- HBH Aeroporto civile, Hobart Bay (Alaska), Stati Uniti d'America
- HBN Aeroporto civile, Phubon, Vietnam
- HBO Aeroporto civile, Humboldt Municipal, Humboldt (Nebraska), Stati Uniti d'America
- HBT Aeroporto Hafar Al-Batin, King Khalid Military City, Arabia Saudita
- HBX Aeroporto civile, Hubli, India
- HCA Aeroporto civile, Big Spring Howard (Colorado), Stati Uniti d'America
- HCB Aeroporto civile, Shoal Cove, Stati Uniti d'America
- HCC Aeroporto civile, Hudson Columbia, Stati Uniti d'America
- HCM Aeroporto civile, Eil, Somalia
- HCQ Aeroporto civile, Halls Creek, Australia
- HCR Aeroporto civile, Holy Cross (Alaska), Stati Uniti d'America
- HCS Aeroporto civile, Johannesburg Randburg Heliport, Sudafrica
- HCW Aeroporto civile, Cheraw (Carolina del Sud), Stati Uniti d'America
- HDA Aeroporto civile, Hidden Falls, Stati Uniti d'America
- HDB Aeroporto Air Base, Heidelberg, Germania
- HDD Aeroporto Hyderabad, Hyderabad, Pakistan
- HDE Aeroporto Brewster Field, Brewster Field (Nebraska), Stati Uniti d'America
- HDF Aeroporto civile, Heringsdorf, Germania
- HDM Aeroporto civile, Hamadan Ab, Iran
- HDN Aeroporto Yampa Valley Regional, Hayden/Steamboat Springs (Colorado), Stati Uniti d'America
- HDS Air Base Hoedspruit, Hoedspruit, Sudafrica
- HDY Aeroporto Internazionale Hat Yai, Hat Yai Songkhia, Thailandia
- HEA Aeroporto civile, Herat, Afghanistan (sito informativo)
- HEB Aeroporto civile, Henzada, Birmania
- HED Aeroporto civile, Herendeen, Stati Uniti d'America
- HEE Aeroporto civile, Helena (Arkansas), Stati Uniti d'America
- HEH Aeroporto civile, Heho, Birmania
- HEI Aeroporto civile, Heide-Buesum, Germania
- HEK Aeroporto civile, Heihe, Cina
- HEL Aeroporto Vantaa, Helsinki, Finlandia
- HEM Aeroporto Malmi, Helsinki, Finlandia
- HEN Aeroporto civile, Hendon, Regno Unito
- HEO Aeroporto civile, Haelogo, Papua Nuova Guinea
- HER Aeroporto di Candia-Nikos Kazantzakis, Candia, Grecia
- HES Aeroporto civile, Hermiston, Stati Uniti d'America
- HET Aeroporto civile, Hohhot, Cina
- HEX Aeroporto civile, Santo Domingo Herrera, Repubblica Dominicana
- HEX Aeroporto Herrera, Santo Domingo, Repubblica Dominicana
- HEZ Aeroporto Automatic Weather Observing / Reporting System, Natchez / Hardy (Mississippi), Stati Uniti d'America
- HFA Aeroporto U. Michaeli, Haifa, Israele
- HFD Aeroporto Brainard, Hartford (Connecticut), Stati Uniti d'America
- HFE Aeroporto Luogang, Hefei, Cina
- HFN Aeroporto civile, Hornafjörður, Islanda
- HFN Aeroporto Hornafjordur, Hofn / Akurnes, Islanda
- HFS Aeroporto civile, Hagfors, Svezia
- HFT Aeroporto civile, Hammerfest, Norvegia
- HGA Aeroporto civile, Hargheisa, Somalia
- HGD Aeroporto civile, Hughenden (Queensland), Australia
- HGH Aeroporto di Hangzhou-Xiaoshan, Hangzhou, Cina
- HGL Aeroporto Duene, Helgoland, Germania
- HGN Aeroporto civile, Mae Hong Son, Thailandia
- HGO Aeroporto civile, Korhogo, Costa d'Avorio
- HGR Aeroporto Washington County Regional, Hagerstown (Maryland), Stati Uniti d'America
- HGS Aeroporto civile, Freetown Hastings, Sierra Leone
- HGS Aeroporto civile, Hastings, Sierra Leone
- HGU Aeroporto civile, Mount Hagen, Papua Nuova Guinea
- HGZ Aeroporto civile, Hogatza, Stati Uniti d'America
- HHA Aeroporto civile, Huanghua, Cina
- HHE Base Aerea Hachinohe, Hachinohe, Giappone
- HHH Aeroporto Municipale di Hilton Head Island, Hilton Head Island, Carolina del Sud, Stati Uniti d'America
- HHN Aeroporto civile, Frankfurt-Hahn, Germania
- HHP Eliporto di Hong Kong, Hong Kong, Hong Kong
- HHQ Aeroporto di Hua Hin, Hua Hin, Thailandia
- HHR Aeroporto Hawthorne Municipal, Hawthorne (California), Stati Uniti d'America
- HHZ Aeroporto civile, Hikueru, Polinesia Francese
- HIB Aeroporto civile, Hibbing / Chisholm (Minnesota), Stati Uniti d'America
- HIC Aeroporto civile, Pretoria Iscor Heliport, Sudafrica
- HID Aeroporto civile, Horn Island (Queensland), Australia
- HIE Aeroporto Mount Washington Regional, Whitefield (New Hampshire), Stati Uniti d'America
- HIF Hill Air Force Base, Ogden (Utah), Stati Uniti d'America
- HIG Aeroporto civile, Highbury, Australia
- HIH Aeroporto civile, Hook Island, Australia
- HII Aeroporto civile, Lake Havasu City, Stati Uniti d'America
- HIJ Aeroporto civile, Hiroshima, Giappone
- HIK Hickam Weather Relay Air Base, Honolulu Hickam AFB (HI), Stati Uniti d'America
- HIL Aeroporto civile, Shillavo, Etiopia
- HIN Aeroporto civile, Chungju, Corea del Sud
- HIO Aeroporto Portland-Hillsboro, Portland (Oregon), Stati Uniti d'America
- HIP Aeroporto civile, Headingly, Australia
- HIR Aeroporto Internazionale di Honiara, Honiara / Guadalcanal, Isole Salomone
- HIS Aeroporto civile, Hayman Island (Queensland), Australia
- HIX Aeroporto civile, Hiva Oa, Polinesia Francese
- HJR Aeroporto civile, Khajuraho, India
- HJT Aeroporto civile, Khujirt, Mongolia
- HKA Aeroporto Blytheville Municipal, Blytheville, Stati Uniti d'America
- HKB Aeroporto civile, Healy Lake (Alaska), Stati Uniti d'America
- HKD Aeroporto civile, Hakodate, Giappone
- HKG Aeroporto Internazionale di Hong Kong, Hong Kong, Hong Kong
- HKK Aeroporto civile, Hokitika, Nuova Zelanda
- HKN Aeroporto civile, Hoskins, Papua Nuova Guinea
- HKS Aeroporto Hawkins Field, Jackson (Mississippi), Stati Uniti d'America
- HKT Aeroporto International, Phuket, Thailandia
- HKV Aeroporto civile, Haskovo, Bulgaria
- HKY Aeroporto Hickory Regional, Hickory (Carolina del Nord), Stati Uniti d'America
- HLA Aeroporto Internazionale Lanseria, Johannesburg, Sudafrica
- HLB Aeroporto civile, Batesville Hillenbrnd, Stati Uniti d'America
- HLC Aeroporto Municipal, Hill City, Kansas, Stati Uniti d'America
- HLD Aeroporto civile, Hailar, Cina
- HLE Aeroporto di Sant'Elena, Sant'Elena
- HLF Aeroporto Air Force Base, Hultsfred, Svezia
- HLH Aeroporto civile, Ulanhot, Cina
- HLI Aeroporto civile, Hollister, Stati Uniti d'America
- HLJ Aeroporto civile, Shauliaj, Lituania
- HLL Aeroporto civile, Hillside, Australia
- HLM Aeroporto civile, Holland Park Twnsp, Stati Uniti d'America
- HLN Aeroporto Helena Regional, Helena (Montana), Stati Uniti d'America
- HLP Aeroporto Halim Perdana Kusuma, Giacarta, Indonesia
- HLR Aeroporto Fort Hood Army Air Field, Fort Hood, Stati Uniti d'America
- HLS Aeroporto civile, St. Helens, Australia
- HLT Aeroporto civile, Hamilton, Australia
- HLU Aeroporto Nesson, Houaïlou, Nuova Caledonia
- HLV Aeroporto civile, Helenvale, Australia
- HLW Aeroporto civile, Hluhluwe, Sudafrica
- HLY Aeroporto Holyhead Valley, Holyhead, Regno Unito
- HLZ Aeroporto civile, Hamilton, Nuova Zelanda
- HMA Aeroporto Malmö City Hovercrfat International, Malmö, Svezia
- HME Aeroporto Oued Irara, Hassi Messaoud, Algeria (sito informativo)
- HMG Aeroporto civile, Hermannsburg, Australia
- HMI Aeroporto civile, Kumul, Cina
- HMJ Aeroporto civile, Khmelnitskiy, Ucraina
- HMN Aeroporto Air Force Base, Holloman (Nuovo Messico), Stati Uniti d'America
- HMO Aeroporto General Ignacio Pesqueira GARCIA, Hermosillo, Messico
- HMR Aeroporto Stafsberg, Hamar, Norvegia
- HMS Aeroporto civile, Homeshore, Stati Uniti d'America
- HMT Aeroporto civile, Hemet, Stati Uniti d'America
- HNA Aeroporto Hanamaki, Morioka, Giappone
- HNB Aeroporto civile, Huntingburg Municipal, Stati Uniti d'America
- HNC Aeroporto civile, Isola di Hatteras, Stati Uniti d'America
- HND Aeroporto Internazionale di Tokyo, Tokyo, Giappone
- HND Aeroporto Tokyo Haneda International, Tokyo Heliport, Giappone
- HNE Aeroporto civile, Tahneta Pass Lodge, Stati Uniti d'America
- HNG Aeroporto civile, Hienghene, Nuova Caledonia
- HNH Aeroporto civile, Hoonah (Alaska), Stati Uniti d'America
- HNI Aeroporto civile, Heiweni, Papua Nuova Guinea
- HNK Aeroporto civile, Hinchinbrook Island, Australia
- HNL Aeroporto Internazionale di Honolulu, Honolulu (Hawaii), Stati Uniti d'America
- HNM Aeroporto Hana, Hana (Hawaii), Stati Uniti d'America
- HNN Aeroporto civile, Honinabi, Papua Nuova Guinea
- HNS Aeroporto civile, Haines (Alaska), Stati Uniti d'America
- HNX Aeroporto civile, Hanna (Wyoming), Stati Uniti d'America
- HNY Aeroporto civile, Hengyang, Cina
- HOA Aeroporto civile, Hola, Kenya
- HOB Aeroporto Lea County, Hobbs, Stati Uniti d'America
- HOC Aeroporto civile, Komako, Papua Nuova Guinea
- HOD Aeroporto civile, Hodeidah, Yemen
- HOD Aeroporto civile, Al-Hudayda, Yemen
- HOE Aeroporto civile, Houelsay, Laos
- HOF Aeroporto civile, Hofuf, Arabia Saudita
- HOG Aeroporto Civ / Mil, Holguín, Cuba
- HOH Aeroporto Dornbirn, Hohenems, Austria
- HOI Aeroporto civile, Hao Island, Polinesia Francese
- HOK Aeroporto civile, Hooker Creek (Northern Territory), Australia
- HOL Aeroporto civile, Holikachuk, Stati Uniti d'America
- HOM Aeroporto civile, Homer (Alaska), Stati Uniti d'America
- HON Aeroporto Huron Regional, Huron (Dakota del Sud), Stati Uniti d'America
- HOO Aeroporto civile, Quang Duc Nhon Co, Vietnam
- HOQ Aeroporto Pirk, Hof, Germania
- HOR Aeroporto civile, Horta / Castelo Branco / Faial Island, Azzorre - Portogallo
- HOS Aeroporto civile, Chos Malal (Nebraska), Argentina
- HOT Aeroporto Memorial Field, Hot Springs (Arkansas), Stati Uniti d'America
- HOU Aeroporto William P. Hobby, Houston (Texas), Stati Uniti d'America
- HOV Aeroporto civile, Orsta-Volda Hovden, Norvegia
- HOX Aeroporto civile, Homalin, Birmania
- HOY Aeroporto civile, Hoy, Regno Unito
- HPA Aeroporto civile, Haʻapai, Tonga
- HPB Aeroporto civile, Hooper Bay (Alaska), Stati Uniti d'America
- HPE Aeroporto civile, Hope Vale, Australia
- HPH Aeroporto civile, Haiphong, Vietnam
- HPN Aeroporto Westchester County, White Plains (New York), Stati Uniti d'America
- HPR Aeroporto civile, Pretoria Central Hpr, Sudafrica
- HPT Aeroporto civile, Hampton Municipal, Stati Uniti d'America
- HPV Aeroporto Princeville, Kauai Island (Hawaii), Stati Uniti d'America
- HPY Aeroporto civile, Baytown, Stati Uniti d'America
- HQM Aeroporto Bowerman Airpor, Hoquiam, Stati Uniti d'America
- HRA Aeroporto civile, Mansehra, Pakistan
- HRB Aeroporto di Harbin-Taiping, Harbin, Cina
- HRE Aeroporto Kutsaga International, Harare, Zimbabwe
- HRG Aeroporto Internazionale di Hurghada, Egitto
- HRJ Aeroporto civile, Chaurjhari, Nepal
- HRK Aeroporto di Charkiv, Ucraina
- HRL Aeroporto Rio Grande Valley International, Harlingen (Texas), Stati Uniti d'America
- HRM Aeroporto Hassi R'Mel, Tilrempt, Algeria (sito informativo)
- HRN Aeroporto civile, Heron Island Hlpt, Australia
- HRO Aeroporto Boone County, Harrison (Arkansas), Stati Uniti d'America
- HRR Aeroporto civile, Herrera, Colombia
- HRS Aeroporto civile, Harrismith, Sudafrica
- HRT Aeroporto civile, Harrogate Linton Ous, Regno Unito
- HRY Aeroporto civile, Henbury, Australia

## HS-HZ
- HSB Aeroporto civile, Harrisburg Raleigh, Stati Uniti d'America
- HSC Aeroporto civile, Shaoguan, Cina
- HSH Aeroporto Henderson Sky Harbor, Las Vegas (Nevada), Stati Uniti d'America
- HSI Aeroporto civile, Hastings (Nebraska), Stati Uniti d'America
- HSL Aeroporto civile, Huslia (Alaska), Stati Uniti d'America
- HSM Aeroporto civile, Horsham, Australia
- HSP Aeroporto civile, Hot Springs, Ingalls, Stati Uniti d'America
- HSS Aeroporto civile, Hisar, India
- HST Aeroporto Homestead Air Force Base, Homestead, Stati Uniti d'America
- HSV Aeroporto Internazionale di Huntsville-Carl T. Jones, Huntsville/Decatur, Stati Uniti d'America
- HTA Aeroporto Kadala, Čita, Russia
- HTB Aeroporto civile, Terre-de-Bas, Guadalupa
- HTF Aeroporto civile, Hatfield, Regno Unito
- HTG Aeroporto civile, Chatanga, Russia
- HTH Aeroporto Municipal, Hawthorne (Nevada), Stati Uniti d'America
- HTI Aeroporto civile, Hamilton Island (Queensland), Australia
- HTN Aeroporto civile, Hotan, Cina
- HTO Aeroporto civile, East Hampton (New York), Stati Uniti d'America
- HTR Aeroporto civile, Hateruma, Giappone
- HTS Aeroporto Tri-State, Huntington (Virginia Occidentale), Stati Uniti d'America
- HTU Aeroporto civile, Hopetoun (Victoria), Australia
- HTV Aeroporto civile, Huntsville, Stati Uniti d'America
- HTZ Aeroporto civile, Hato Corozal, Colombia
- HUA Aeroporto Redstone Field, Redstone Arsenal / Huntsville (Alabama), Stati Uniti d'America
- HUB Aeroporto civile, Humbert River, Australia
- HUC Aeroporto civile di Humacao, Humacao, Porto Rico
- HUD Aeroporto civile, Humboldt, Stati Uniti d'America
- HUE Aeroporto civile, Humera, Etiopia
- HUF Aeroporto civile, Terre Haute, Stati Uniti d'America
- HUG Aeroporto civile, Huehuetenango, Guatemala
- HUH Aeroporto civile, Huahine Island, Polinesia Francese
- HUI Aeroporto civile, Huế, Vietnam
- HUJ Aeroporto civile, Hugo (Oklahoma), Stati Uniti d'America
- HUK Aeroporto civile, Hukuntsi, Botswana
- HUL Aeroporto Houlton International, Houlton (Maine), Stati Uniti d'America
- HUM Aeroporto Humberside, Houma-Terrebonne (Louisiana), Stati Uniti d'America
- HUN Air Force Base Hualien, Hualien, Taiwan
- HUN Aeroporto civile, Hualien, Taiwan
- HUQ Aeroporto civile, Hon, Libia
- HUS Aeroporto civile, Hughes (Alaska), Stati Uniti d'America
- HUT Aeroporto Municipal, Hutchinson (Kansas), Stati Uniti d'America
- HUU Aeroporto David Fernandini, Huánuco, Perù
- HUV Aeroporto civile, Hudiksvall, Svezia
- HUX Aeroporto civile, Bahias Dehuatulco / Huatulco, Messico
- HUY Aeroporto International, Humberside, Regno Unito
- HVA Aeroporto civile, Analalava, Madagascar
- HVB Aeroporto civile, Hervey Bay (Queensland), Australia
- HVD Aeroporto civile, Khovd, Mongolia
- HVE Aeroporto civile, Hanksville Intermed, Stati Uniti d'America
- HVG Aeroporto Valan, Honningsvåg, Norvegia
- HVK Aeroporto civile, Holmavik, Islanda
- HVM Aeroporto civile, Húnaþing vestra, Islanda
- HVN Aeroporto civile, New Haven (Connecticut), Stati Uniti d'America
- HVR Aeroporto County, Havre City (Montana), Stati Uniti d'America
- HVS Aeroporto civile, Hartsville (Carolina del Sud), Stati Uniti d'America
- HWA Aeroporto civile, Hawabango, Papua Nuova Guinea
- HWD Aeroporto Air Terminal, Hayward (California), Stati Uniti d'America
- HWI Aeroporto civile, Hawk Inlet, Stati Uniti d'America
- HWK Aeroporto civile, Hawker Wilpena Pd, Australia
- HWN Aeroporto civile, Parco nazionale Hwange, Zimbabwe
- HXX Aeroporto civile, Hay, Australia
- HYA Aeroporto Barnstable County, Hyannis (Massachusetts), Stati Uniti d'America
- HYC Aeroporto High Wycombe RAF Air Station, High Wycombe, Regno Unito
- HYD Aeroporto Internazionale Rajiv Gandhi, Hyderabad, India
- HYF Aeroporto civile, Hayfields, Papua Nuova Guinea
- HYG Aeroporto civile, Hydaburg (Alaska), Stati Uniti d'America
- HYL Aeroporto civile, Hollis (Alaska), Stati Uniti d'America
- HYN Aeroporto Luqiao, Huangyan, Cina
- HYR Aeroporto Municipale di Hayward, Hayward (Wisconsin), Stati Uniti d'America
- HYS Aeroporto Municipale di Hays, Hays (Kansas), Stati Uniti d'America
- HYV Aeroporto civile, Hyvinkää, Finlandia
- HZB Aeroporto civile, Hazebrouck Merv/calon, Francia
- HZG Aeroporto civile, Hanzhong, Cina
- HZK Aeroporto civile, Húsavík, Islanda
- HZL Aeroporto civile, Hazleton (Pennsylvania), Stati Uniti d'America